# Ocyceros griseus

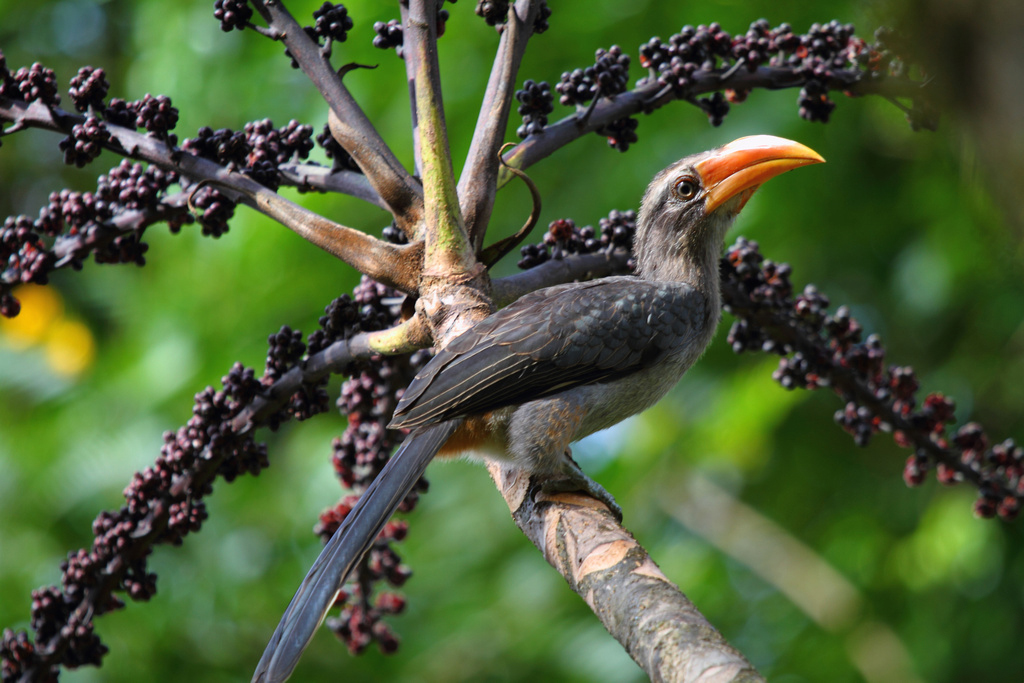
Maschio di bucero grigio del Malabar (Tamil Nadu).

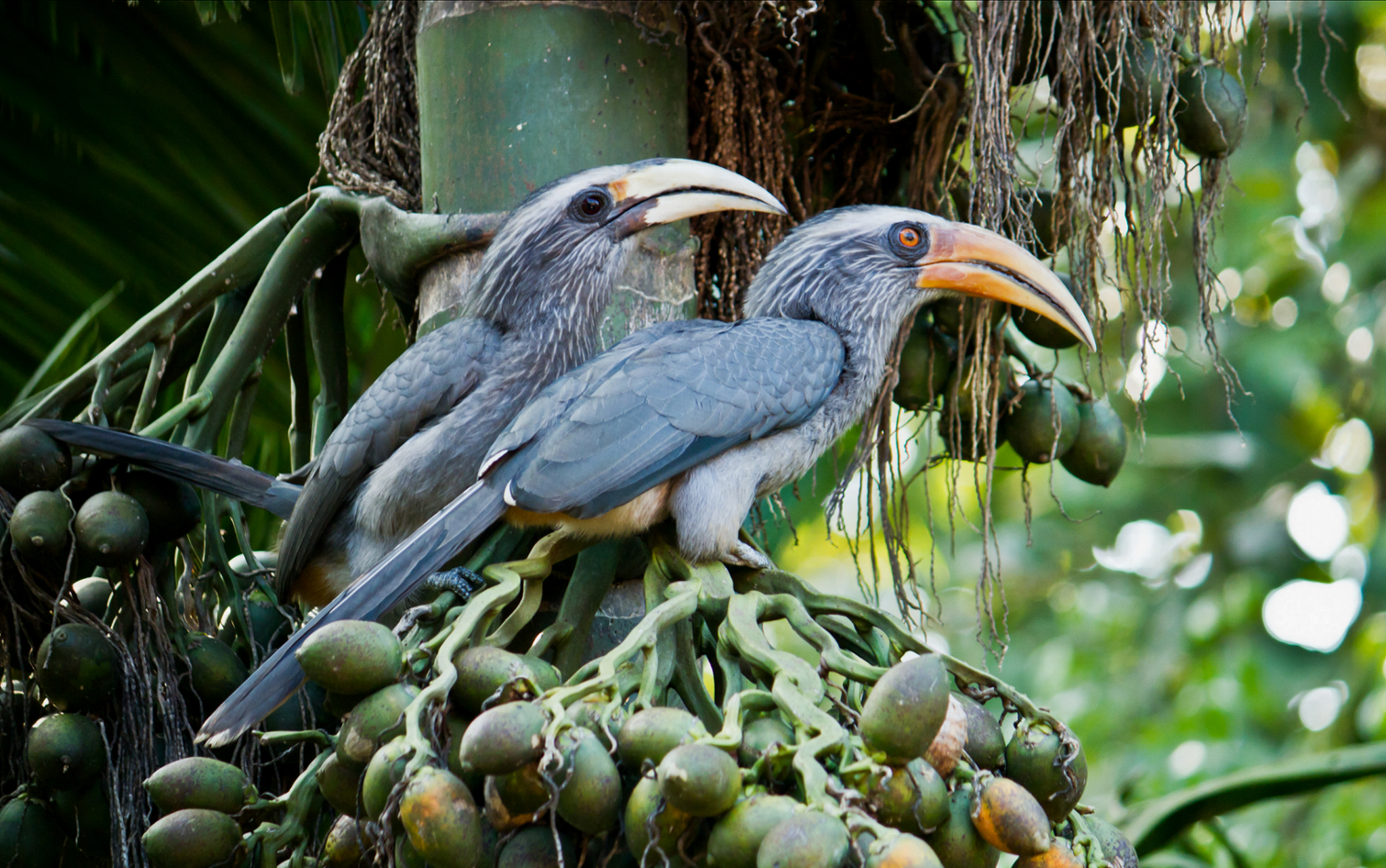
Coppia di buceri grigi del Malabar: davanti il maschio, dietro la femmina.

Il bucero grigio del Malabar (Ocyceros griseus (Latham, 1790)) è una specie monotipica della famiglia dei Bucerotidi originaria dell'Asia meridionale. È uno dei buceri più piccoli, presenta un piumaggio color grigio ardesia ed è privo di casco sul becco.
Come tutti i buceri, il bucero grigio del Malabar nidifica nelle cavità degli alberi: la femmina trascorre la stagione riproduttiva all'interno del nido, il cui ingresso è chiuso quasi interamente da una parete; attraverso una piccola fessura il maschio nutre la femmina e, successivamente, i nidiacei. Appartiene al gruppo dei lofoceri asiatici, un genere gemello dei veri lofoceri diffusi in Africa e Medio Oriente. Tutte le specie appartenenti al genere Ocyceros sono caratterizzate dalla mancanza di un comportamento di difesa territoriale e dal fatto che i maschi portano il cibo al nido nel gozzo invece che nel becco.
Il bucero grigio del Malabar viene considerato «specie a rischio minimo» (Least Concern).

## Descrizione
I buceri grigi del Malabar raggiungono una lunghezza del corpo di 45 centimetri e sono quindi una delle specie di bucero più piccole. Nel maschio il becco ha una lunghezza compresa tra 9,7 e 11 centimetri. Nella femmina questo è un po' più piccolo e raggiunge una lunghezza compresa tra 7,2 e 8,7 centimetri. Entrambi i sessi presentano una sorta di cresta lungo il becco, notevolmente più piccola nella femmina.
Il peso di questa specie è compreso tra 238 e 340 grammi. Il dimorfismo sessuale è poco marcato. Una delle caratteristiche distintive principali consiste nella differenza di dimensioni del corpo e della cresta del becco.

### Maschio
La testa, il collo e la parte superiore del corpo sono di colore grigio scuro. Al di sopra dell'occhio è presente una striscia di colore dal blu-grigiastro al bianco. Bianche sono anche le rachidi delle piume che ricoprono la testa e il collo. La parte inferiore del corpo è di colore grigio chiaro, l'addome è bianco e le copritrici caudali inferiori sono di colore bruno-rossastro. Le remiganti primarie e secondarie sono di colore grigio-nerastro; le remiganti secondarie hanno anche l'estremità e la base bianche. La coda è grigio-nerastra. Ad eccezione della coppia centrale, tutte le penne della coda hanno la punta bianca. Il becco è giallo e, diversamente da quello della femmina, ha la base arancione. La pelle priva di piume intorno all'occhio e quella glabra della gola sono nere. Gli occhi sono bruno-rossastri, le zampe e i piedi grigio scuro.

### Femmina e giovane
Per quanto riguarda il colore del piumaggio, la femmina è quasi identica al maschio. Il becco, color giallo pallido, presenta però delle macchie nerastre sulla cresta del becco e ai lati della mascella inferiore.
Nei giovani il becco è inizialmente come quello della femmina adulta, ma presenta un'area nera meno estesa. Il piumaggio è complessivamente un po' più opaco, il che è particolarmente evidente nelle copritrici caudali inferiori. Le penne copritrici mediane secondarie superiori sono bordate di bruno-rossastro e le ali hanno i bordi bianchi. Gli occhi sono inizialmente color bianco sporco, ma poi diventano giallastri e successivamente marroni. I piedi e le zampe sono di colore grigio-verdastro. Le ali e le penne timoniere sono anche più appuntite che negli esemplari adulti.

### Specie simili
Il bucero grigio del Malabar condivide l'areale con il bucero grigio indiano, appartenente allo stesso genere. Il bucero grigio del Malabar differisce da questo per il fatto di avere il becco giallo e una coda molto più corta. Il bucero grigio indiano presenta anche un piumaggio maggiormente sfumato di marrone rispetto al parente del Malabar.

### Voce
I richiami del bucero grigio del Malabar sono forti, gracchianti e starnazzanti. In certi casi ricordano una risata beffarda, il grugnito di un maiale o lo starnazzare delle galline domestiche.

## Biologia

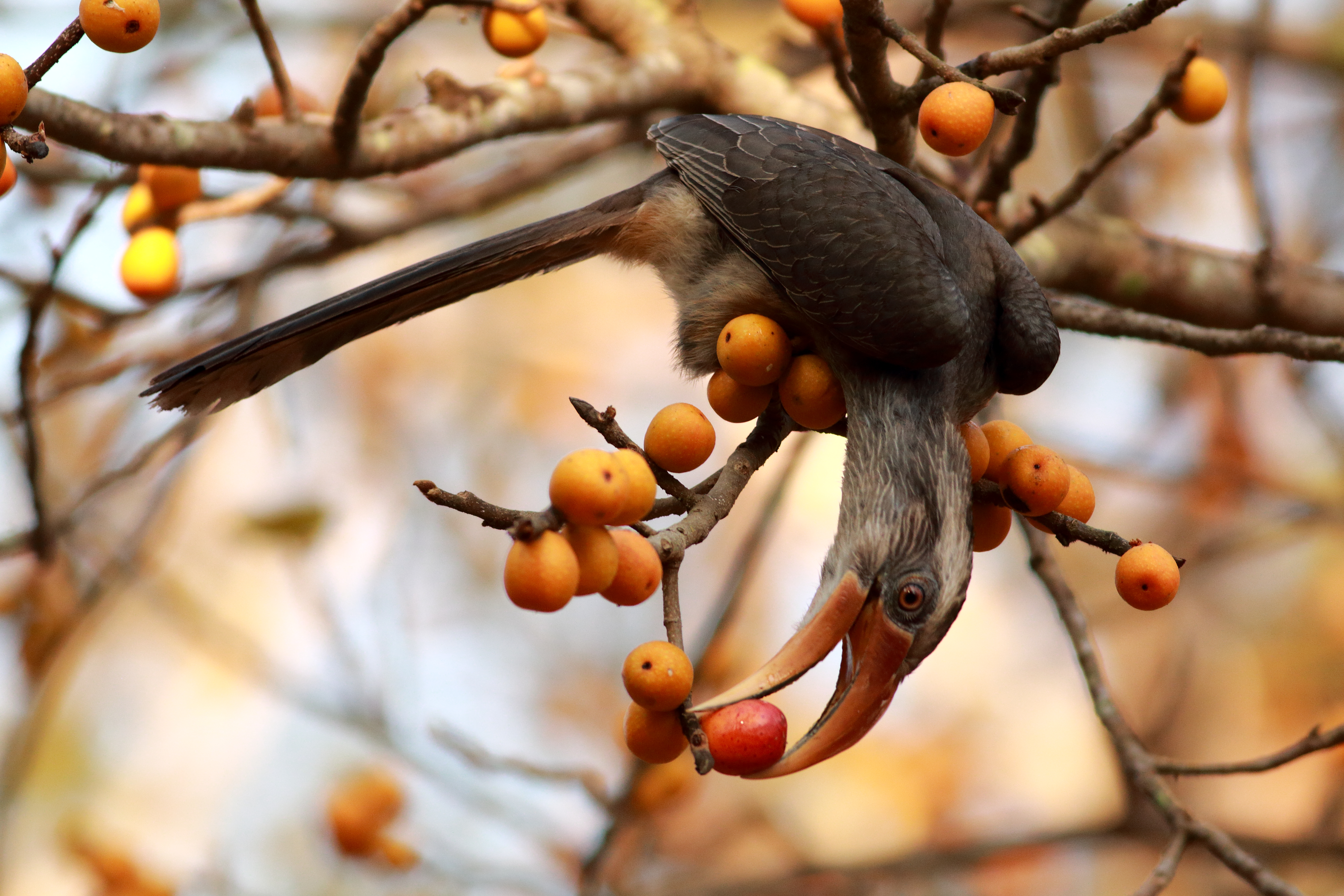
Bucero grigio del Malabar che mangia.

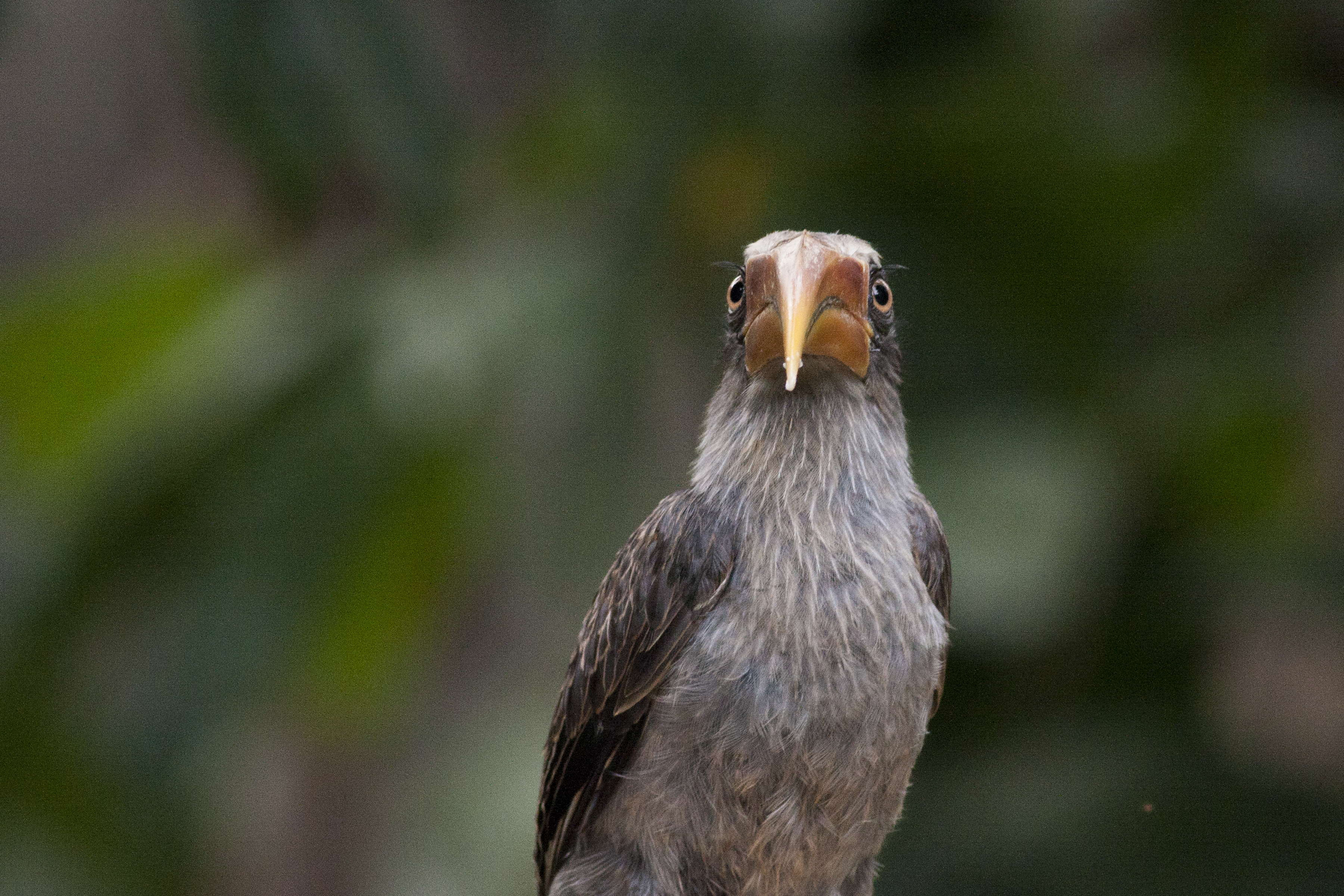
Un bucero grigio del Malabar visto di fronte.

### Comportamento e alimentazione
I buceri grigi del Malabar vivono in gruppi di 5-20 esemplari che vagano in una determinata area. Sugli alberi particolarmente carichi di frutti si associano anche ad altre specie di uccelli frugivori. I membri dello stormo si tengono in contatto tra loro emettendo costantemente i loro richiami.
Come tutti i buceri, anche questo è onnivoro. Tuttavia, la maggior parte della sua dieta è costituita da frutti, in particolare da vari tipi di fichi selvatici. Assume anche proteine animali sotto forma di insetti e piccole lucertole.

### Riproduzione
I buceri grigi del Malabar sono monogami e apparentemente allevano la loro prole senza il supporto di aiutanti. Il comportamento di corteggiamento della specie prevede l'estensione delle penne della coda in modo che siano ben visibili le punte bianche delle timoniere. La covata comprende da due a quattro uova.
Le abitudini riproduttive della specie non sono ancora state studiate a fondo. Comunque, come tutti i buceri, anch'essa nidifica all'interno delle cavità naturali degli alberi. La femmina sigilla l'ingresso della cavità lasciandovi solo una stretta apertura, attraverso la quale riceve il cibo che il maschio trasporta nel gozzo.

## Distribuzione e habitat
Il bucero grigio del Malabar è originario dell'India, più precisamente della regione dei Ghati occidentali. I Ghati occidentali sono una catena montuosa dell'India occidentale che corre lungo il margine dell'altopiano del Deccan, separandolo dalla stretta pianura costiera che si affaccia sul mar Arabico. Iniziano a sud del fiume Tapti, al confine tra gli stati indiani di Gujarat e Maharashtra, e corrono per circa 1600 km attraverso gli stati di Maharashtra, Goa, Karnataka, Kerala e Tamil Nadu fino alla punta del subcontinente indiano.
Il bucero grigio del Malabar vive nelle foreste pluviali sempreverdi e nelle boscaglie, dalla pianura fino a 1600 metri di altitudine. Si incontra spesso al di sopra dei 600 metri sul livello del mare, dove gli alberi di fico selvatico crescono particolarmente numerosi. Oltre che in queste aree forestali, si può trovare di tanto in tanto nei giardini, nelle piantagioni di tè e nei boschetti di alberi che vengono piantati per fare ombra alle coltivazioni di cardamomo verde. In passato era probabilmente più comune anche nelle foreste costiere, nelle valli e lungo il corso dei fiumi.